# Forest Hill Village (Montana)
Forest Hill Village es un lugar designado por el censo ubicado en el condado de Flathead en el estado estadounidense de Montana. En el Censo de 2010 tenía una población de 206 habitantes y una densidad poblacional de 51,12 personas por km².

## Geografía
Forest Hill Village se encuentra ubicado en las coordenadas 48°6′58″N 114°15′45″O / 48.11611, -114.26250. Según la Oficina del Censo de los Estados Unidos, Forest Hill Village tiene una superficie total de 4.03 km², de la cual 3.99 km² corresponden a tierra firme y (0.9%) 0.04 km² es agua.

## Demografía
Según el censo de 2010, había 206 personas residiendo en Forest Hill Village. La densidad de población era de 51,12 hab./km². De los 206 habitantes, Forest Hill Village estaba compuesto por el 98.54% blancos, el 0% eran afroamericanos, el 0.97% eran amerindios, el 0.49% eran asiáticos, el 0% eran isleños del Pacífico, el 0% eran de otras razas y el 0% pertenecían a dos o más razas. Del total de la población el 1.94% eran hispanos o latinos de cualquier raza.